# Cum să îți dresezi dragonul (franciză)

Logo-ul francizei

Franciza Cum să îți dresezi dragonul creată de DreamWorks Animation este compusă din:

## Filme
- Cum să îți dresezi dragonul (2010)
- Cum să îți dresezi dragonul 2 (2014)
- Cum să îți dresezi dragonul 3 (2019)